# Belcanto (restaurante)
Belcanto é um restaurante português reconhecido e premiado internacionalmente. Estabelecido em 1958, em Lisboa, é gerido pelo chef José Avillez desde 2012.

## História
Fundado em 1958, o Belcanto era frequentado pela elite da sociedade lisboeta.[carece de fontes?] Situado ao lado do Teatro Nacional de São Carlos, em Lisboa. Está dividido em duas salas e assemelha-se a um clube inglês.[carece de fontes?]
Foi até 2008 controlado pelo engenheiro químico Luís Miguel Bénard da Costa.[carece de fontes?] Com sua morte, o comando dividiu-se entre os irmãos José e Jorge Trigo de Sousa; o primeiro, um psiquiatra, e o segundo, um engenheiro civil. Já em 2009, a publicitária Rosalina Machado adquiriu o controle do Belcanto.[carece de fontes?]
Em 2012 o Belcanto seria reaberto, desta vez renovado e sob o comando de José Avillez. No ano seguinte à sua reabertura o Belcanto foi distinguido com uma estrela Michelin, a primeira da sua história, recebendo a segunda em 2014.[carece de fontes?] Tornava-se assim o primeiro restaurante em Lisboa a conquistar tal distinção.[carece de fontes?]
Em 2019 o restaurante tornou-se o primeiro estabelecimento português a figurar na célebre lista dos 50 melhores do mundo promovido pela The World’s 50 Best Restaurants.

## Prémios
2019
- Eleito um dos 50 melhores restaurantes do mundo pela lista "The World's 50 Best Restaurants", ocupando a posição 42.
- Premiado com duas estrelas Michelin.

2018
- Prémio Garfo de Platina concedido pelo guia Boa Cama, Boa Mesa.
- Avanço na lista dos 100 melhores restaurantes do mundo promovido pela "The World's 50 Best Restaurants", ocupando a posição 75.
- Premiado com duas estrelas Michelin.

2017
- Prémio Garfo de Ouro concedido pelo guia Boa Cama, Boa Mesa.
- Avanço na lista dos 100 melhores restaurantes do mundo promovido pela "The World's 50 Best Restaurants", ocupando a posição 85.
- Premiado com duas estrelas Michelin.

2016
- Eleito como o melhor restaurante do mundo pela Condé Nast Traveller International.
- Prémio Garfo de Ouro concedido pelo guia Boa Cama, Boa Mesa.
- Eleito como Gastronomic Restaurant of 2015 pela WINE Magazine.
- Premiado com duas estrelas Michelin.

2015
- Entrada na lista dos 100 melhores restaurantes do mundo promovido pela "The World's 50 Best Restaurants", ocupando a posição 91.
- Premiado com três dois sóis pelo Guia Repsol.
- Prémio Garfo de Ouro concedido pelo guia Boa Cama, Boa Mesa.
- Premiado com duas estrelas Michelin.

2014
- Premiado pela primeira vez com duas estrelas Michelin.
- Premiado com três dois sóis pelo Guia Repsol.
- Prémio Garfo de Ouro concedido pelo guia Boa Cama, Boa Mesa.
- Eleito Restaurante do Ano pelo guia Mesa Marcada.

2013
- Prémio Garfo de Platina concedido pelo guia Boa Cama, Boa Mesa.
- Premiado com três dois sóis pelo Guia Repsol.
- Premiado com uma estrela Michelin.

2012
- Premiado com uma estrela Michelin.